# Sân bay quốc tế Mariupol
Sân bay quốc tế Mariupol (tiếng Ukraina: Міжнародний аеропорт "Маріуполь", tiếng Nga: Международный аэропорт "Мариуполь") (IATA: MPW, ICAO: UKCV) là một sân bay ở Mariupol, Ukraina. Sân bay này có năng lực 200 lượt khách mỗi tiếng. Sân bay này cách trung tâm thành phố 5 km.
Sân bay này được xây năm 1967. Ngày 26 tháng 5 năm 2004, sân bay Mariupol được nâng thành quốc tế.

## Các hãng hàng không và các tuyến điểm
- Aerosvit (Kiev-Boryspil)
- Illych-Avia (Athena, Bratislava, Antalya, Kiev-Zhulyany, Khmelnitskiy, Prague, Instanbul-Aturk, Larnaca, Moscow-Vnukovo, Simferopol, Thessaloniki, Viên)
- Ukraine International Airlines (Frankfurt, Kiev-Boryspil)
- UTair (Moscow-Vnukovo)